# Gruppo fuchsiano
Un gruppo fuchsiano è un particolare tipo di gruppo definito in geometria iperbolica. 
Il nome deriva dal matematico Lazarus Fuchs, che introdusse il concetto nel 1880. Due anni dopo Poincaré lo studiò in modo più approfondito, chiamandolo "gruppo fuchsiano".

## Definizione e proprietà
È detto  gruppo fuchsiano ogni sottogruppo discreto di isometria H che consiste unicamente in trasformazioni  che preservano l'orientazione. 
Ogni gruppo fuchsiano è un sottogruppo discreto del gruppo speciale lineare  PSL(2,R).
Il gruppo PSL(2,R) può essere considerato come un gruppo di isometrie del piano iperbolico, oppure come trasformazioni conformi del disco unitario, o anche come gruppo di trasformazioni conformi del semipiano iperbolico superiore H. I gruppi fuchsiani possono quindi appartenere a qualunque di tali spazi.  
Le proprietà del gruppo fuchsiano possono essere definite in vari modi: lo si può considerare come generato in modo finito, oppure come un sottogruppo di PSL(2,R).2 (in modo che le trasformazioni di orientazione siano reversibili), oppure come un gruppo kleiniano (cioè un sottogruppo discreto di PSL(2,C)) coniugato a un sottogruppo di PSL(2,R).  
I gruppi fuchsiani possono essere usati per creare "modelli fuchsiani" di superfici di Riemann. Il modello fuchsiano consiste nella costruzione della superficie iperbolica di Riemann come quoziente del semipiano iperbolico superiore H. In tal caso il gruppo è detto "gruppo fuchsiano della superficie". In un certo senso, si può dire che i gruppi di Fuchs fanno per la geometria non euclidea ciò che i gruppi cristallografici fanno per la geometria euclidea.
Il concetto di gruppo fuchsiano è stato alla base dello sviluppo della teoria delle funzioni automorfe da parte di Henri Poincaré e Felix Klein.  